# Hoofdklasse hockey heren 1990/91
Het seizoen 1990/91 is de 18de editie van de herenhoofdklasse waarin onder de KNHB-vlag om het landskampioenschap hockey werd gestreden. 
In het voorgaande seizoen zijn Hattem en Schaerweijde gedegradeerd. Voor hen kwamen Victoria en Forward in de plaats.
Bloemendaal werd landskampioen, Pinoké en nieuwkomer Forward degradeerden rechtstreeks.

## Eindstand
Na 22 speelronden was de eindstand:
| #  | Club              | GS | W  | G  | V  | P  | DV      | DT      | DS  |
| -- | ----------------- | -- | -- | -- | -- | -- | ------- | ------- | --- |
| 1  | Bloemendaal       | 22 | 17 | 3  | 2  | 37 | 68 - 25 | 68 - 25 | +43 |
| 2  | HGC               | 22 | 15 | 4  | 3  | 34 | 79 - 32 | 79 - 32 | +47 |
| 3  | Amsterdam         | 22 | 14 | 4  | 4  | 32 | 56 - 27 | 56 - 27 | +29 |
| 4  | Tilburg           | 22 | 12 | 7  | 3  | 31 | 35 - 26 | 35 - 26 | +9  |
| 5  | HDM               | 22 | 10 | 5  | 7  | 25 | 45 - 43 | 45 - 43 | +2  |
| 6  | Klein Zwitserland | 22 | 7  | 6  | 8  | 20 | 35 - 45 | 35 - 45 | -10 |
| 7  | Victoria          | 22 | 6  | 7  | 9  | 19 | 33 - 43 | 33 - 43 | -10 |
| 8  | Oranje Zwart      | 22 | 6  | 5  | 11 | 17 | 40 - 50 | 40 - 50 | -10 |
| 9  | Kampong           | 22 | 4  | 7  | 11 | 15 | 34 - 43 | 34 - 43 | -9  |
| 10 | SCHC              | 22 | 2  | 10 | 10 | 14 | 27 - 44 | 27 - 44 | -17 |
| 11 | Pinoké            | 22 | 4  | 6  | 12 | 14 | 25 - 50 | 25 - 50 | -25 |
| 12 | Forward           | 22 | 1  | 4  | 17 | 4  | 18 - 67 | 18 - 67 | -49 |

### Legenda
| Afk.        | Betekenis                                                                  |
| ----------- | -------------------------------------------------------------------------- |
| GS          | aantal gespeelde wedstrijden                                               |
| W           | aantal gewonnen wedstrijden                                                |
| G           | aantal gelijk gespeelde wedstrijden                                        |
| V           | aantal verloren wedstrijden                                                |
| P           | totaal aantal punten                                                       |
| DV          | aantal gemaakte doelpunten                                                 |
| DT          | aantal doelpunten tegen                                                    |
| DS          | doelsaldo                                                                  |
| Bloemendaal | Landskampioen Bloemendaal plaatst zich voor de Europacup I 1992            |
| HGC         | HGC en Europacup II-houder Kampong plaatsen zich voor de Europacup II 1992 |
| Pinoké      | Pinoké en Forward zijn rechtstreeks gedegradeerd                           |

## Topscorers
| #  | Speler                | Club        | Goals |
| -- | --------------------- | ----------- | ----- |
| 1. | Floris Jan Bovelander | Bloemendaal | 32    |
| 2. | Gijs Weterings        | HGC         | 28    |
| 3. | Stephan Veen          | HGC         | 20    |
| 3. | Taco van den Honert   | Amsterdam   | 20    |

Nederlands landskampioenschap:

1897/98 ·
1898/99 ·
1899/00 ·
1900/01 ·
1901/02 ·
1902/03 ·
1903/04 ·
1904/05 ·
1905/06 ·
1906/07 ·
1907/08 ·
1908/09 ·
1909/10 ·
1910/11 ·
1911/12 ·
1912/13 ·
1913/14 ·
1914/15 ·
1915/16 ·
1916/17 ·
1917/18 ·
1918/19 ·
1919/20 ·
1920/21 ·
1921/22 ·
1922/23 ·
1923/24 ·
1924/25 ·
1925/26 ·
1926/27 ·
1927/28 ·
1928/29 ·
1929/30 ·
1930/31 ·
1931/32 ·
1932/33 ·
1933/34 ·
1934/35 ·
1935/36 ·
1936/37 ·
1937/38 ·
1938/39 ·
1939/40 ·
1940/41 ·
1941/42 ·
1942/43 ·
1943/44 ·
1944/45 ·
1945/46 ·
1946/47 ·
1947/48 ·
1948/49 ·
1949/50 ·
1950/51 ·
1951/52 ·
1952/53 ·
1953/54 ·
1954/55 ·
1955/56 ·
1956/57 ·
1957/58 ·
1958/59 ·
1959/60 ·
1960/61 ·
1961/62 ·
1962/63 ·
1963/64 ·
1964/65 ·
1965/66 ·
1966/67 ·
1967/68 ·
1968/69 ·
1969/70 ·
1970/71 ·
1971/72 ·
1972/73
Hoofdklasse heren:

1973/74 · 
1974/75 · 
1975/76 · 
1976/77 · 
1977/78 · 
1978/79 · 
1979/80 · 
1980/81 · 
1981/82 · 
1982/83 · 
1983/84 · 
1984/85 · 
1985/86 · 
1986/87 · 
1987/88 · 
1988/89 · 
1989/90 · 
1990/91 · 
1991/92 · 
1992/93 · 
1993/94 · 
1994/95 · 
1995/96 · 
1996/97 · 
1997/98 · 
1998/99 · 
1999/00 · 
2000/01 · 
2001/02 · 
2002/03 · 
2003/04 · 
2004/05 · 
2005/06 · 
2006/07 · 
2007/08 · 
2008/09 · 
2009/10 · 
2010/11 · 
2011/12 · 
2012/13 ·
2013/14 ·
2014/15 ·
2015/16 ·
2016/17 ·
2017/18 ·
2018/19 ·
2019/20 ·
2020/21 ·
2021/22 ·
2022/23 ·
2023/24 ·
2024/25 ·
Nederlandse competities: Hoofdklasse (zaal) · Promotieklasse · Overgangsklasse · Eerste klasse · Tweede klasse · Derde klasse · Vierde klasse · Gold Cup · Silver Cup

Nederlands kampioenschap: Lijst van Nederlandse landskampioenen hockey · Lijst van Nederlandse landskampioenen zaalhockey

Europese competities: Euro Hockey League · Europacup I · Europa Cup II · Europacup zaalhockey